# Ahrensmoor-West

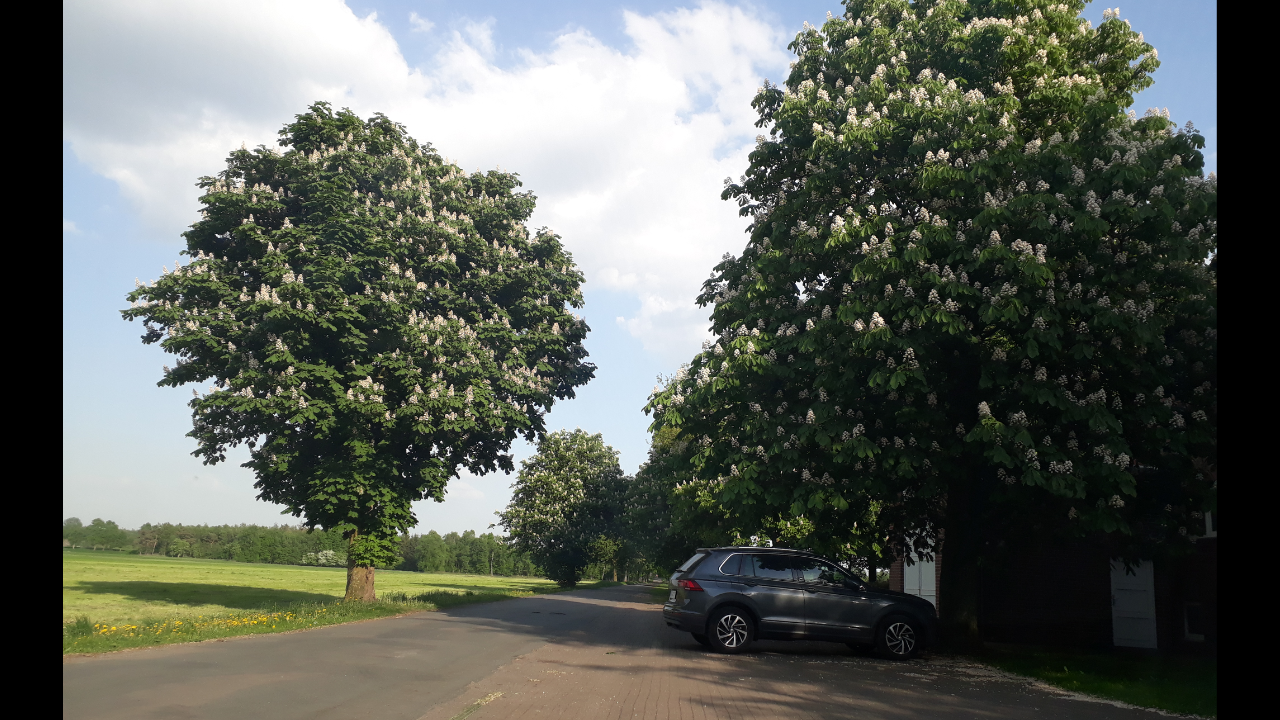
Schuldamm, früher einzige Verbindung zwischen Ahrensmoor-West und -Ost

Ahrensmoor-West (niederdeutsch Ohrensmoor-West) ist ein Ortsteil der Ortschaft Ahrensmoor in der Gemeinde Ahlerstedt im Landkreis Stade. 

## Geschichte
Ahrensmoor wurde 1803 als Moorkolonie gegründet. Zwölf der zweiundzwanzig Siedlerstellen befanden sich auf der Westseite. Ahrensmoor-West und Ahrensmoor-Ost waren durch Büttmoor und Schülermoor getrennt; nur ein baufälliger Weg, der Schuldamm, verband die beiden Orte. In früheren Zeiten war dieser Weg, der Hamburg und Bremen verband, regelmäßig in so schlechtem Zustand, dass er teilweise unpassierbar war. Aufgrund von Streitigkeiten zwischen Ahrenswohlde und Klethen für die Zuständigkeit des Weges entstand hier eine Siedlung, die den Weg unterhalten sollte.
1817 wurde in Ahrensmoor-West die erste Schule für Ahrensmoor eröffnet. 
Im Zuge der Gemeindereform 1972 wurde Ahrensmoor zum 1. Juli 1972 nach Ahlerstedt eingemeindet. 

### Religion
Ahrensmoor-West ist evangelisch-lutherisch geprägt und gehört zum Kirchspiel der Kirche Ahlerstedt.

## Kultur
Alle öffentliche Einrichtungen von Ahrensmoor befinden sich in Ahrensmoor-West: 
- Schafstall
- Festhalle
- Feuerwehr
- Kriegerdenkmal
- Friedhof
- Gaststätte

## Wirtschaft und Infrastruktur

### Verkehr
Ahrensmoor-West liegt an der Landesstraße 127, die im Nordosten über Revenahe-Kammerbusch nach Apensen und Buxtehude und im Südwesten über Ahrenswohlde nach Wangersen zur Landesstraße 124 führt. 
Der nächste Bahnhof ist der Bahnhof Harsefeld an den Bahnstrecken Bremerhaven-Wulsdorf–Buchholz und Buxtehude–Harsefeld. 